# 工人斗争节

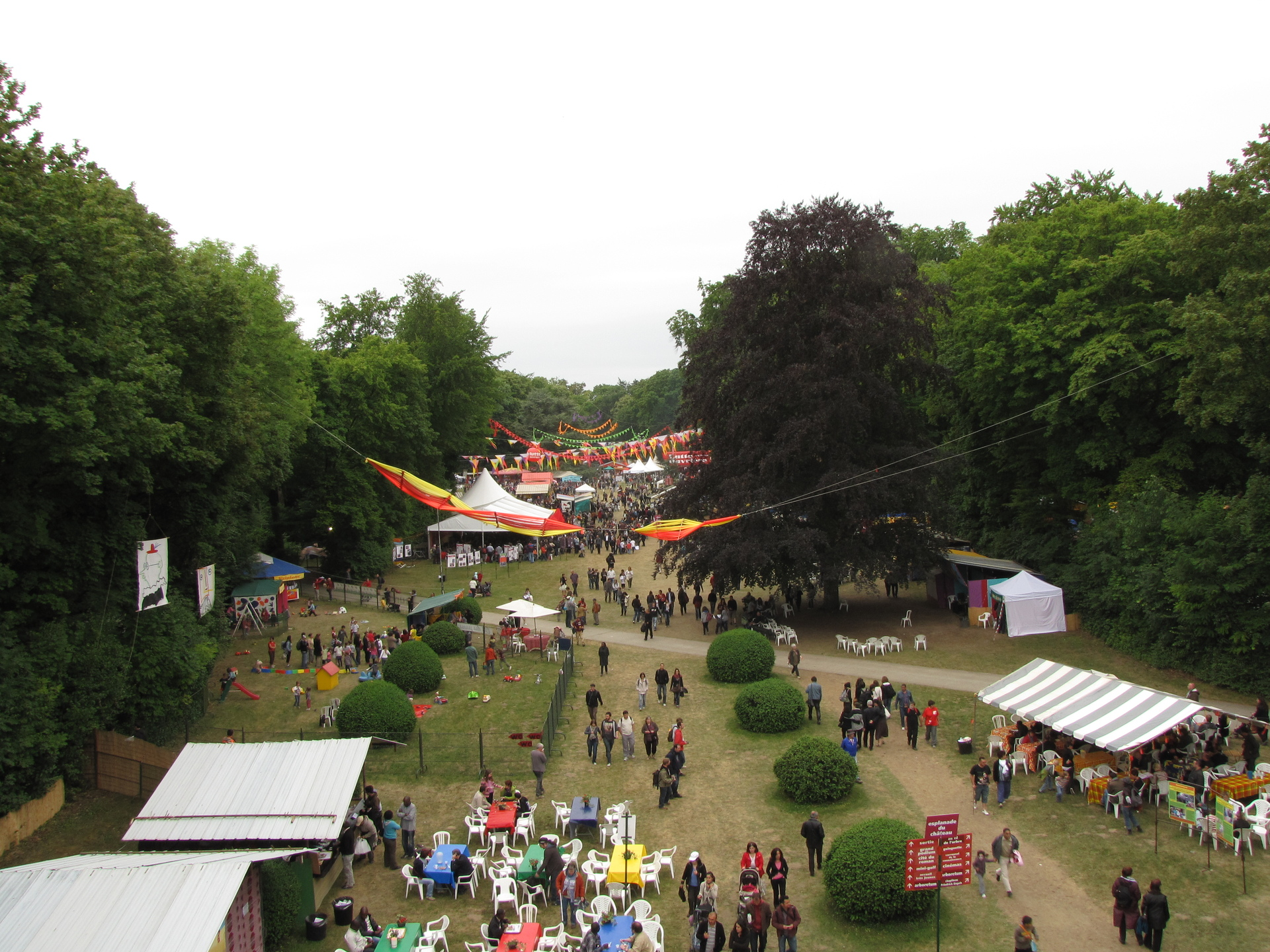
2011年的工人斗争节

工人斗争节（法語：Fête de Lutte ouvrière）是法国一年一度的节日，由托洛茨基主义政党工人斗争及其出版的同名周刊《工人斗争》举办。
该节日创始于1971年，在每年五旬节附近的周末（星期六至星期一）于瓦兹河谷省普雷勒的贝尔维尤城堡公园举行，可接待3万人。活动灵感来源于人道报节。所有摊位均由工人斗争活动人士和相关团体管理。除政治活动外，该节日还有文化活动（音乐会、戏剧、电影院、马戏团、展览）、科学活动（专家讲座、公开演讲、植物园）和娱乐活动（爬树和各种游戏）。餐饮方面，提供各地的特色食物。